# Kolo missionsstation

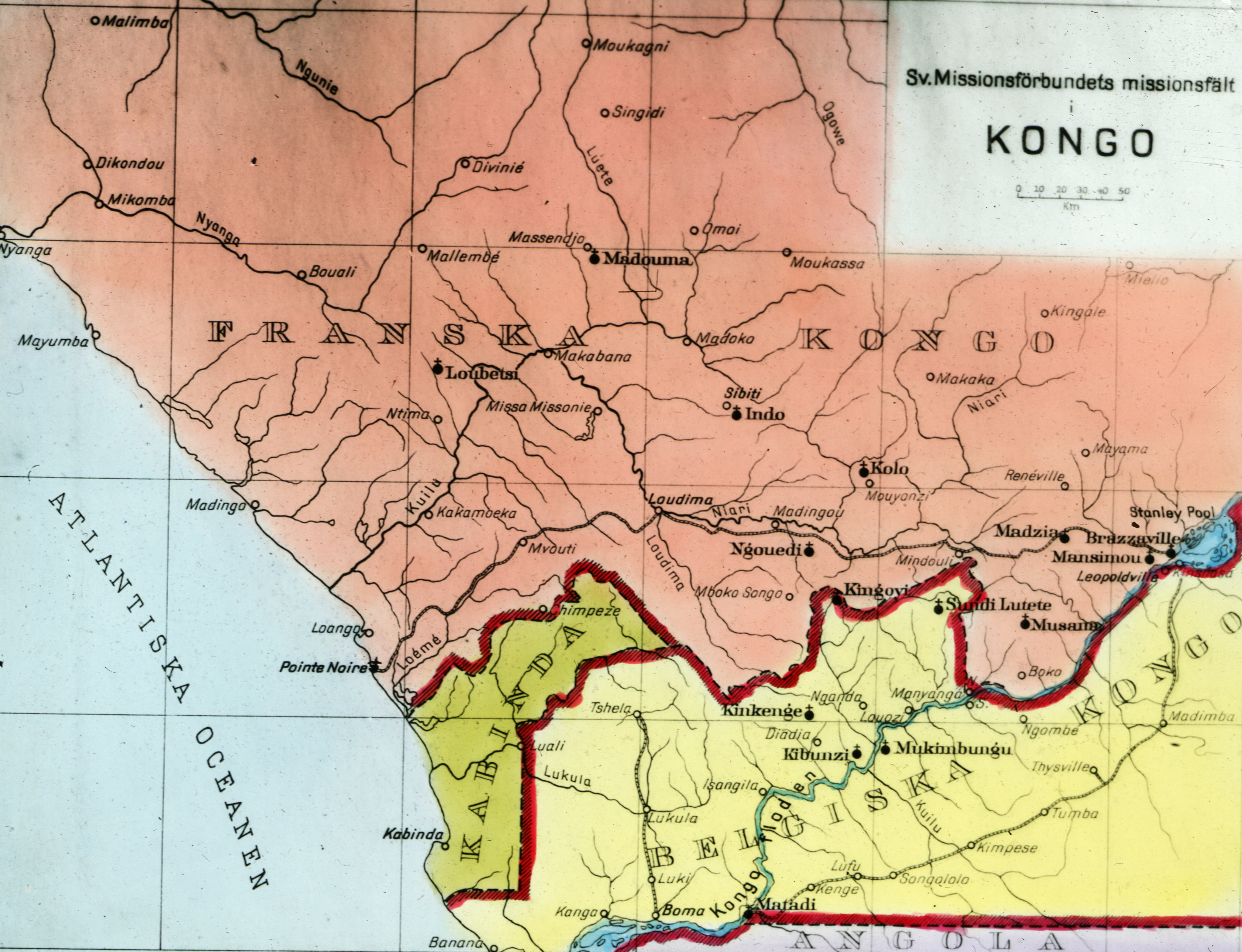
Svenska missionsförbundets missionsfält i Kongo, 1930.

Kolo missionsstation var en svensk missionsstation i dåvarande Franska ekvatorialafrika, nuvarande Kongo-Brazzaville, som låg vid byn Kolo 180 km i VNV riktning från Brazzaville och som grundades 1916 och som var i svensk regi ända fram till 1977. Den var en del av Svenska Missionsförbundets (S.M.F.)  kongomission och blev den fjärde stationen i Franska ekvatorialafrika efter Madzia, Musana och Brazzavillestationerna. Den var därmed missionsförbundets västligaste station i den franska kolonin. Kolos missionsområde gränsade i öster mot Madzias område där floden Niari-Ndoue, en biflod till Niari-Djouéké som senare rinner ut i Kouilou-Niari, utgör gräns. I söder begränsades området av Kouilou-Niari från byn Masangue i öster till Mapati i väster. Den västra gränsen följde sedan vägen som går norrut från Mandou-Nzazi vidare mot Kimbuku och fram till Bouenzafloden, en annan av Kouilou-Niaris bifloder, som utgjorde Kolo-områdets norra gräns.

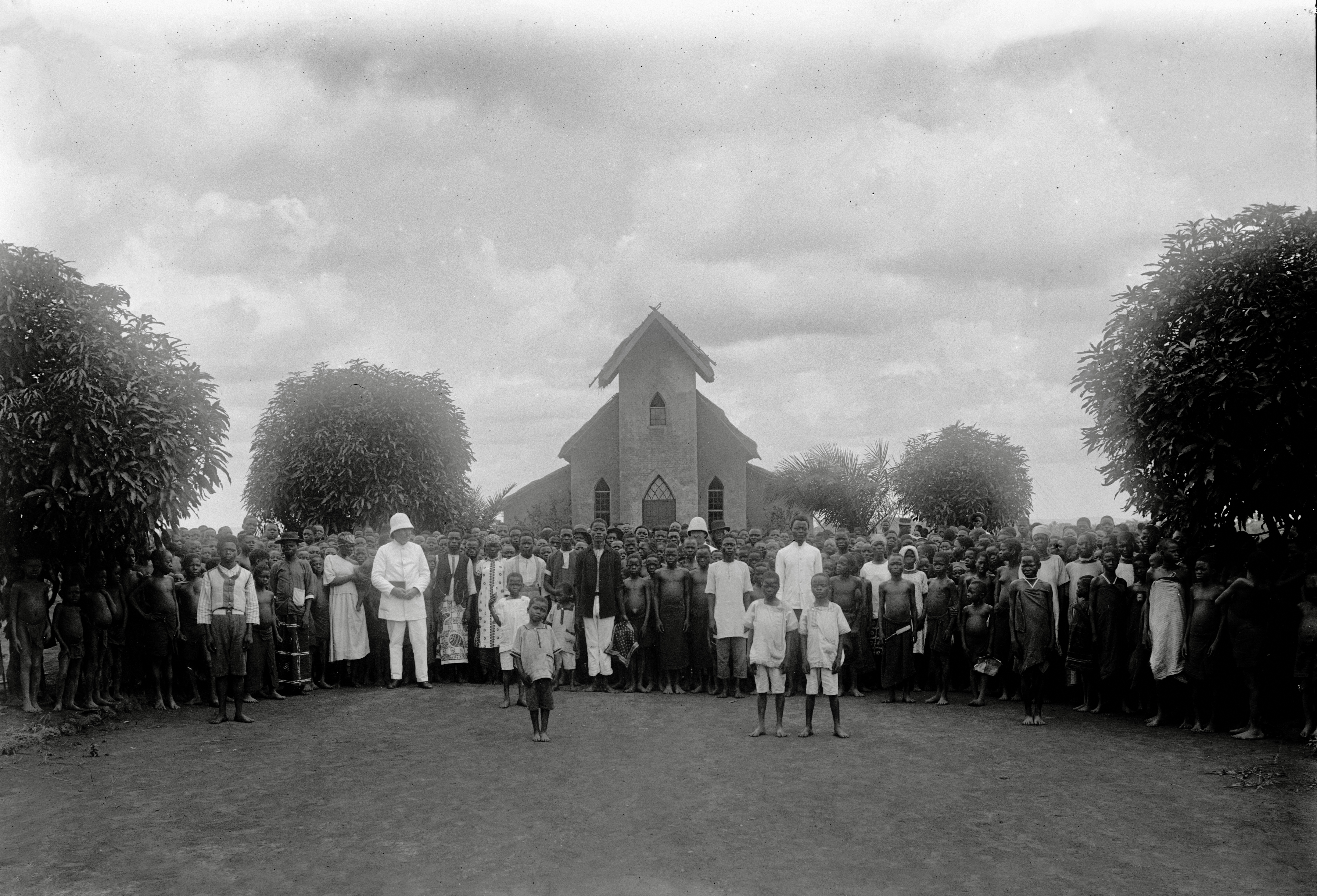
Kyrkan och församlingen, missionsstationen i Kolo, omkring 1920. Till vänster med tropikhjälm och bok i handen Elof Fridlund (1885-1971) och till höger skymtar Henning Lindgren (1880-1953).

## Historia
Stationen anlades 1916 av Henning Lindgren, Elof Fridlund och läraren Simone Kavuna från Nganda, Kongo-Kinshasa. En liten grupp kristna fanns redan vid Kolo vilka tillhörde folkgruppen beembe (även babembe), ett av kongofolken, som arbetat med blyutvinning vid Kingoye och som då kommit i kontakt med missionen där. För missionärerna var beembes språk kibeembe, ett nytt språk som de inte hade någon erfarenhet av.
Den nya koncessionen vid Kolo var tillräckligt stor för att anlägga en kaffeplantage.

## Svenska missionärer i Kolo
Förutom redan nämnda missionärer var även bland annat Gustaf och Ruth Jakobsson, Ruth Johansson, Albin Sonnell, Judith Ålin och Bettan Wennermo (från 1961) verksamma i Kolo.